# بوبا جالو
بوبا جالو (بالبرتغالية: Buba‏) (23 أبريل 1993 بكاروارو في البرازيل - ) هو لاعب كرة قدم برازيلي في مركز الهجوم . لعب مع نادي كورينثيانز.

## روابط خارجية
- بوبا جالو على موقع قاعدة بيانات كرة القدم.إي يو (الإنجليزية)
- بوبا جالو على موقع Soccerway.com (الإنجليزية)